# Волиця (Любартівський повіт)
Волиця (пол. Wolica) — село на сході Польщі, у гміні Абрамів Любартівського повіту Люблінського воєводства.
Населення — 525 осіб (2011).
Розташоване на відстані 27 км від Любартова, і 35 км від Любліна, та 8 км на захід від Абрамова.

## Демографія
Демографічна структура станом на 31 березня 2011 року:
|          | Загалом | Допрацездатний вік | Працездатний вік | Постпрацездатний вік |
| -------- | ------- | ------------------ | ---------------- | -------------------- |
| Чоловіки | 261     | 63                 | 164              | 34                   |
| Жінки    | 264     | 59                 | 126              | 79                   |
| Разом    | 525     | 122                | 290              | 113                  |